# Casbas de Jaca
Casbas de Jaca (en aragonés Casbas o Casbas de Biescas) es un despoblado del Pirineo aragonés y antiguo municipio de España, actualmente perteneciente al municipio de Biescas, en la comarca del Alto Gállego, provincia de Huesca.

## Demografía
| Gráfica de evolución demográfica de Casbas de Jaca entre 1842 y 1860 |
| |
| Población de derecho según los censos de población del INE Población de hecho según los censos de población del INEEntre el censo de 1857 y el anterior, crece el término del municipio porque incorpora a Oliván, Javierre del Obispo, Larrede, Oros Alto, 0ros Bajo, Satué y Susín Entre el censo de 1877 y el anterior, este municipio desaparece porque cambia de nombre y aparece como el municipio Oliván |

### Localidad
Datos demográficos de la localidad de Casbas de Jaca desde 1900:
| 60                    | 45 | 49 | 43 | 32 | 23 | -- | -- | -- | -- | -- |
| (Fuente: IAEST e INE) |    |    |    |    |    |    |    |    |    |    |

- Datos referidos a la población de derecho.
- No figura en el Nomenclátor desde el año 1960.

### Antiguo municipio
Datos demográficos del municipio de Casbas de Jaca como entidad independiente:
| 43            | 561 | 534 | -- | -- | -- | -- | -- | -- | -- | -- |
| (Fuente: INE) |     |     |    |    |    |    |    |    |    |    |

- Entre el censo de 1857 y el anterior, crece el término del municipio porque incorpora a Oliván, Javierre del Obispo, Lárrede, Orós Alto, Orós Bajo, Satué y Susín.
- Entre el censo de 1877 y el anterior, este municipio desaparece porque cambia de nombre y aparece como el municipio de Oliván.
- Datos referidos a la población de derecho, excepto en los censos de 1857 y 1860 que se refiere a la población de hecho.

## Monumentos
- Iglesia de Santiago (siglo XVII): iglesia de nave única y cabecera recta con orientación invertida.Tiene adosada a los pies, en el extremo oriental, una torre-campanario de planta cuadrangular y cuatro cuerpos. El acceso al interior de la iglesia se realiza a través de la torre.[7]